# Pheidole sauteri
Pheidole sauteri är en myrart som beskrevs av Wheeler 1909. Pheidole sauteri ingår i släktet Pheidole och familjen myror. Inga underarter finns listade i Catalogue of Life.